# 하이, 젝시
《하이, 젝시》(영어: Jexi)는 2019년 개봉된 미국의 코미디 영화이다.

## 출연
주연
- 아담 드바인 : 필 역
- 로즈 번 : 젝시 역 (목소리)

조연
- 알렉산드라 쉽 : 케이트 역
- 마이클 페나 : 카이 역
- 완다 사이키스 : 데니스 역
- 저스틴 하틀리 : 브로디 역
- 론 푼체스 : 크레이그 역
- 샤린 이 : 엘레인 역
- 키드 커디 : 키드 커디 역
- 개빈 루트 : 필 역 (10세)
- 블레이크 그런더 : 필 역 (5세)
- 레이 라인하트 : 노인 역
- 아론 윌튼 : 필 아빠 역

## 기타
- 수입사 : 그린나래미디어(주)